# 4992 Kálmán
4992 Kálmán este un asteroid din centura principală, descoperit pe 25 octombrie 1982, de Liudmila Juravliova.